# (431) Néphélé
Pour les articles homonymes, voir Néphélé.
(431) Néphélé est un astéroïde de la ceinture principale découvert par Auguste Charlois le 18 décembre 1897.